# Campeonato Italiano de Rugby 1929-30
El Campeonato de Rugby de Italia de 1929-30 fue la segunda edición de la primera división del rugby de Italia.

## Sistema de disputa
Cada equipo enfrenta a los equipos restantes de su grupo en partidos de local y de visita.
- Los mejores equipos de cada grupo junto con el mejor segundo clasifican a la fase final del torneo en donde nuevamente se disputarán partidos de ida y vuelta confeccionado una tabla general en donde el mejor ubicado se coronará campeón del torneo.

## Clasificación

### Grupo A
Tabla de posiciones:
| Pos. | Equipo         | Encuentros | Encuentros | Encuentros | Encuentros | Tantos | Tantos | Tantos | Puntos |
| Pos. | Equipo         | PJ         | PG         | PE         | PP         | F      | C      | Dif    | Puntos |
| ---- | -------------- | ---------- | ---------- | ---------- | ---------- | ------ | ------ | ------ | ------ |
| 1.º  | Amatori Milano | 6          | 5          | 0          | 1          | 220    | 19     | +201   | 10     |
| 2.º  | GUF Torino     | 6          | 3          | 1          | 2          | 29     | 79     | -50    | 7      |
| 3.º  | GUF Genova     | 6          | 2          | 1          | 3          | 45     | 49     | -4     | 5      |
| 4.º  | Baracca Milano | 6          | 1          | 0          | 5          | 27     | 174    | -147   | 2      |

|  | Clasificado a la fase final. |

### Grupo B
| Pos. | Equipo          | Encuentros | Encuentros | Encuentros | Encuentros | Tantos | Tantos | Tantos | Puntos |
| Pos. | Equipo          | PJ         | PG         | PE         | PP         | F      | C      | Dif    | Puntos |
| ---- | --------------- | ---------- | ---------- | ---------- | ---------- | ------ | ------ | ------ | ------ |
| 1.º  | G.S. Michelin   | 6          | 5          | 1          | 0          | 57     | 12     | +45    | 11     |
| 2.º  | G.S. Mussolini  | 6          | 4          | 1          | 1          | 60     | 19     | +41    | 9      |
| 3.º  | Battisti Torino | 6          | 1          | 1          | 4          | 23     | 47     | -24    | 3      |
| 4.º  | G.S. Fiat       | 6          | 0          | 1          | 5          | 9      | 71     | -62    | 1      |

### Grupo C
| Pos. | Equipo        | Encuentros | Encuentros | Encuentros | Encuentros | Tantos | Tantos | Tantos | Puntos |
| Pos. | Equipo        | PJ         | PG         | PE         | PP         | F      | C      | Dif    | Puntos |
| ---- | ------------- | ---------- | ---------- | ---------- | ---------- | ------ | ------ | ------ | ------ |
| 1.º  | Rugby Bologna | 2          | 1          | 1          | 0          | 22     | 3      | +19    | 3      |
| 2.º  | GUF Padova    | 2          | 0          | 1          | 1          | 3      | 22     | -19    | 1      |

### Grupo D
| Pos. | Equipo     | Encuentros | Encuentros | Encuentros | Encuentros | Tantos | Tantos | Tantos | Puntos |
| Pos. | Equipo     | PJ         | PG         | PE         | PP         | F      | C      | Dif    | Puntos |
| ---- | ---------- | ---------- | ---------- | ---------- | ---------- | ------ | ------ | ------ | ------ |
| 1.º  | AS Roma    | 4          | 4          | 0          | 0          | 235    | 12     | +223   | 11     |
| 2.º  | GUF Napoli | 4          | 2          | 0          | 2          | 31     | 77     | -46    | 4      |
| 3.º  | Audace     | 4          | 0          | 0          | 4          | 8      | 185    | -177   | 0      |

## Fase Final
| Pos. | Equipo         | Encuentros | Encuentros | Encuentros | Encuentros | Tantos | Tantos | Tantos | Puntos |
| Pos. | Equipo         | PJ         | PG         | PE         | PP         | F      | C      | Dif    | Puntos |
| ---- | -------------- | ---------- | ---------- | ---------- | ---------- | ------ | ------ | ------ | ------ |
| 1.º  | Amatori Milano | 8          | 7          | 0          | 1          | 59     | 8      | +51    | 14     |
| 2.º  | AS Roma        | 8          | 6          | 0          | 2          | 83     | 36     | +47    | 12     |
| 3.º  | G.S. Mussolini | 8          | 3          | 1          | 4          | 40     | 54     | -14    | 7      |
| 4.º  | G.S. Michelin  | 8          | 2          | 1          | 5          | 21     | 57     | -36    | 5      |
| 5.º  | Rugby Bologna  | 8          | 1          | 0          | 7          | 22     | 70     | -48    | 2      |

|  | Campeón. |

| Bandera de Italia      |
| Campeón Amatori Milano |
| Segundo título         |